# PC22 Ardennenfietsroute
De PC22 Ardennes-Radweg (Ardennenfietsroute of PC22 des Ardennes) is een lange afstandsfietsroute (Piste Cycable) in het Luxemburgse nationale fietsroutenetwerk in Luxemburg. De route gaat over diverse hoogtes in de Ardennen. Het traject is bewegwijzerd in twee richtingen.  

## Traject
De route start aan de Clerve in Lellingen waar kan worden aangesloten op de PC21 Nord-Radweg. De route stijgt en daalt behoorlijk en daardoor zijn er ook vergezichten op de Ösling en de Eifel. In eindpunt Fouhren kan worden aangesloten op de PC23 Benny die al snel aansluit op de PC3 Drei Rivieren-Radweg waarmee Vianden kan worden bereikt of waarmee richting andere PC's kan worden gefietst. 

## Aansluitingen met andere routes
- In Lellingen kan worden aangesloten op de PC21 Nord-Radweg.
- In Fouhren kan worden aangesloten op de PC23 Benny.